# Kozýn (Dubno)
Kozýn (ucraniano: Кози́н; polaco: Kozin) es un municipio rural y pueblo de Ucrania, perteneciente al raión de Dubno en la óblast de Rivne.
En 2024, el municipio tenía una población de 7065 habitantes, de los cuales unos 1406 vivían en la capital municipal homónima y el resto repartidos en 21 pedanías. El municipio se fundó en 2016 mediante la fusión de los hasta entonces consejos rurales de Kozýn, Berezyný, Dobryvoda, Zhovtneve (actual Nová Pliashevá), Ivashchuký y Pustoivanne.
El pueblo se ubica junto a un embalse del río Pliáshivka, unos 25 km al suroeste de Dubno.

## Historia
Se conoce la existencia del pueblo en documentos desde el siglo XV. En 1538, Segismundo I Jagellón el Viejo le concedió el estatus de miasteczko. El asentamiento medieval original fue destruido durante la rebelión de Jmelnitski, cuando la población local se unió al ejército rebelde para asaltar Berestechko; la localidad fue reconstruida desde finales del siglo XVII por su nuevo propietario Feliks Kazimierz Potocki. En la partición de 1793 se incorporó al Imperio ruso, donde el miasteczko fue propiedad de la familia noble Tarnowski, encuadrándose en la vólost de Krupets del uyezd de Dubno de la gobernación de Volinia.
En 1921 se integró en la Segunda República Polaca, que pasó a clasificarlo como un municipio rural. En 1939 pasó a formar parte de la RSS de Ucrania, que le dio el estatus de capital distrital (hasta 1959) pero manteniendo el estatus de pueblo. Hasta la fundación del actual municipio en 2016, Kozýn era sede de un consejo rural que únicamente incluía como pedanías los pueblos de Hranivka, Dúbyny y Savchuký, territorio que hasta 2020 formaba parte del raión de Radyvýliv.

## Pedanías
Además de Kozýn, el municipio incluye los siguientes pueblos:
- Berezyný
- Bilohórivka
- Bryhadýrivka
- Hai
- Hranivka
- Husary
- Dobryvoda
- Dúbyny
- Zarichne
- Ivánivka
- Ivashchuký
- Kúrsyky
- Nová Pliashevá
- Pásiky
- Pidvysoke
- Pustoivanne
- Radyjívshchyna
- Rudnia
- Savchuký
- Serednie
- Stanislavy